# Hubert Ritzenhofen
Hubert Ritzenhofen (Amsterdam, 3 oktober 1879 – Düsseldorf, 7 april 1961) was een Nederlands kunstschilder.

## Biografie
De ouders van Hubert Ritzenhofen vertrokken reeds in 1874 naar Nederland, eerst Arnhem en Rotterdam, later Amsterdam en weer Rotterdam. In 1892 keerde de familie weer naar Düsseldorf terug, waar Ritzenhofen de Düsseldorfse Kunstgewerbeschule (1894-1897) bezocht. In 1903, nu als “Meisterschüler” van de kunstacademie, kon hij een tweeweekse studiereis naar Holland maken. Tijdens zijn leven zou hij dit vaker herhalen en sterk aangetrokken worden tot Nederland. 
In 1908 stierf zijn moeder, in 1911 trouwde hij met de 16-jarige Carnas, de dochter van de uit 's-Hertogenbosch stammende beeldhouwer. Ze kregen vier kinderen, onderbroken door deelname aan de Eerste Wereldoorlog. In 1916 stierf zijn vader. Een bekend schilderij is dat waarop hij zijn vader, die bakker was, als kloosterkok heeft afgebeeld.
Al in 1908 exposeerde Ritzenhofen in de Grossen Berliner Kunstausstellung zijn beroemde werken “Winternacht” en “Am Weissen Sonntag”. Als genrestuk komt dit thema vaker bij de kunstenaar voor. Daarnaast zijn vele stads- en dorpsgezichten van de kunstenaar bekend, zowel van Düsseldorf, als Zeeland en Holland, maar het meest schilderde hij de zee. Geliefde onderwerpen waren hierbij wachtende vissersvrouwen, eventueel met lampion om hun man door dit teken de weg te wijzen (“Heimleuchten”). Ritzenhofen schilderde ook in opdracht, in 1924 vervaardigde hij “Fronleichnamsprozession vor dem Marien-Hospital” voor een bedrag van 3.500 mark. Het omvangrijke schilderij is nog steeds in het ziekenhuis van Düsseldorf te bewonderen. Er zijn drie periodes te onderscheiden in het werk van Ritzenhofen. Zijn signatuur kan een aanwijzing geven voor het indelen van zijn werk. Vroege werken zijn uitsluitend gesigneerd met “Ritzenhofen”, late werken met “Hubert Ritzenhofen”, en de meest gebruikte vorm is wel “H. Ritzenhofen”. 
De vroege jaren van Ritzenhofen worden gevormd door zijn studententijd aan de Düsseldorfse kunstacademie (1896-1907) met inbegrip van de 4-jarige Meisterklassenbildung bij Claus Meyer. Kenmerkend voor deze periode zijn de huiselijke en feestdagscènes (Martins-Bilder (St Maarten), Am Weissen Sonntag) waarvoor vaak zijn ouders als model dienden. In de centrale jaren maakt hij ook werken in opdracht, om het gezin van 6 personen tijdens de naoorlogse jaren (inflaties) te onderhouden. Het betreft meer portretten, stadsgezichten, maar ook weer Martins- en processieschilderijen. Het sterke kleurgebruik van de vroege jaren (kobaltblauw, vermiljoen en roze) verdwijnen. De wolken worden dramatischer aangezet. In de late jaren schildert Ritzenhofen steeds meer op hardboard. De formaten worden kleiner, de penseelstreek wordt korter en losser en er komen geen dramatische wolkenpartijen meer voor.
Ook maakt hij replica’s van zijn eigen schilderijen: een signatuur rechts geldt als origineel, links als replica. Hij gaat vaker terug op reis naar zijn geboorteland, waar hij veel van zijn laatste werken maakt. Dit schilderij is waarschijnlijk in Katwijk ontstaan gezien de stijl van schilderen en het formaat tijdens de centrale periode.

## Invloeden op en van Ritzenhofen
Anders dan zijn tijdgenoten Max Clarenbach en Walter Ophey is Ritzenhofen zijn leven lang een eerder traditionele stijl trouw. Hij liet zich wel door Max Liebermann inspireren. 

## Musea
- Stadtgeschichtliches Museum, Düsseldorf